# DNA 결합 도메인
DNA 결합 도메인(영어: DNA-binding domain, DBD)은 이중 또는 단일 가닥 DNA를 인식하는 하나 이상의 구조적 모티프를 포함하는 독립적으로 접힌 단백질 도메인이다. DNA 결합 도메인은 특정 DNA 서열을 인식하거나 DNA에 대한 일반적인 친화성을 가질 수 있다. 일부 DNA 결합 도메인은 접힌 구조에 핵산을 포함할 수도 있다.

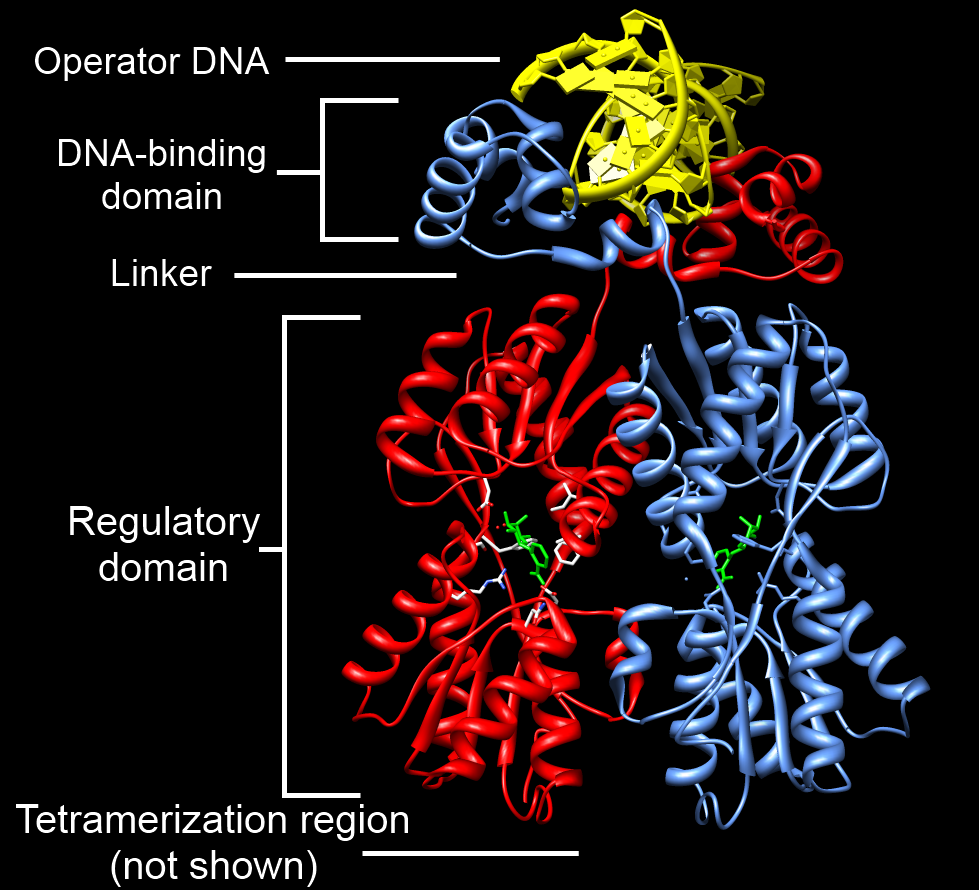
단백질의 맥락에서 DNA 결합 도메인의 예. Lac 억제자의 N 말단 DNA 결합 도메인은 C 말단 조절 도메인에 의해 조절된다. 조절 도메인은 알로스테릭 이펙터 분자(녹색)에 결합한다. 단백질의 알로스테릭 반응은 연결 영역을 통해 조절 도메인에서 DNA 결합 도메인으로 전달된다.

하나 이상의 DNA 결합 도메인은 종종 기능이 다른 추가 단백질 도메인으로 구성된 더 큰 단백질의 일부이다. 종종 여분의 도메인은 DNA 결합 도메인의 활성을 조절한다. DNA 결합의 기능은 구조적이거나 전사 조절을 포함하며 두 역할이 때때로 겹치기도 한다.
DNA 구조를 포함하는 기능을 가진 DNA 결합 도메인은 DNA 복제, DNA 수선, 저장, DNA 메틸화와 같은 변형에 생물학적 역할을 한다.
유전자 발현의 조절에 관여하는 많은 단백질은 DNA 결합 도메인을 포함한다. 예를 들어, DNA와 결합함으로써 전사를 조절하는 단백질은 전사인자라고 불린다. 대부분의 세포 신호 캐스케이드의 최종 산출물은 유전자 조절이다.
DNA 결합 도메인은 DNA 서열 특이적 또는 비서열 특이적 방식으로 DNA의 뉴클레오타이드와 상호작용하지만, 비서열 특이적 인식조차도 단백질과 DNA 사이의 일종의 분자 상보성을 포함한다. DNA 결합 도메인에 의한 DNA 인식은 DNA의 메이저 홈, 마이너 홈 또는 당-인산염 DNA 골격에서 발생한다. 각 특정 유형의 DNA 인식은 단백질의 기능에 맞게 조정된다. 예를 들어, DNA 절단 효소인 DNA 분해 효소 I (DNAse I)은 DNA를 거의 무작위로 절단하므로 비서열 특이적 방식으로 DNA에 결합해야 한다. 그러나 그럼에도 불구하고 DNA 분해 효소는 특정 3차원 DNA 구조를 인식하여 DNA 발자국이라는 기술로 DNA 인식을 연구하는 데 유용할 수 있는 다소 특정한 DNA 절단 패턴을 생성한다.
많은 DNA 결합 도메인은 특정 유전자를 활성화하는 전사 인자의 DNA 결합 도메인 또는 제한 효소 및 텔로머레이스와 같은 특정 부위에서 DNA를 수정하는 효소의 DNA 결합 도메인과 같은 특정 DNA 서열을 인식해야 한다. DNA 메이저 홈의 수소 결합 패턴은 DNA 마이너 홈보다 덜 퇴화되어 서열 특이적 DNA 인식에 더 좋은 영향을 준다.
DNA 결합 단백질의 특이성은 겔 전기 영동법, 분석 초원심분리, 열량계, DNA 돌연변이, 단백질의 구조 돌연변이 또는 변형, 핵자기 공명, 엑스선 결정학, 표면 플라즈몬 공명, 전자 스핀 공명과 같은 많은 생화학적 및 생물 물리학적 기술을 사용하여 연구할 수 있다.

## 게놈의 DNA 결합 단백질
각 게놈의 많은 유전자들은 DNA 결합 단백질을 암호화한다. 그러나 DNA 결합 단백질군은 소수에 불과하다. 예를 들어, 약 750개의 아연 집게 단백질을 포함하여, 약 20,000개의 인간 단백질 중 2000개 이상이 DNA 결합이다.
| 종                                    | DNA 결합 단백질 | DNA 결합 패밀리 |
| ------------------------------------- | --------------- | --------------- |
| Arabidopsis thaliana (애기장대)       | 4471            | 300             |
| Saccharomyces cerevisiae (효모)       | 720             | 243             |
| Caenorhabditis elegans (예쁜꼬마선충) | 2028            | 271             |
| Drosophila melanogaster (노랑초파리)  | 2620            | 283             |

## 종류

### 나선-회전-나선 구조
원래 박테리아에서 발견된 나선-회전-나선 구조는 억제체 단백질에서 흔히 발견되며 길이가 약 20개의 아미노산이다. 진핵생물에서, 호메오 도메인은 DNA를 인식하는 2개의 나선형으로 구성되어 있다. 그것들은 발달 과정을 조절하는 단백질에서 흔하다.

### 아연 집게

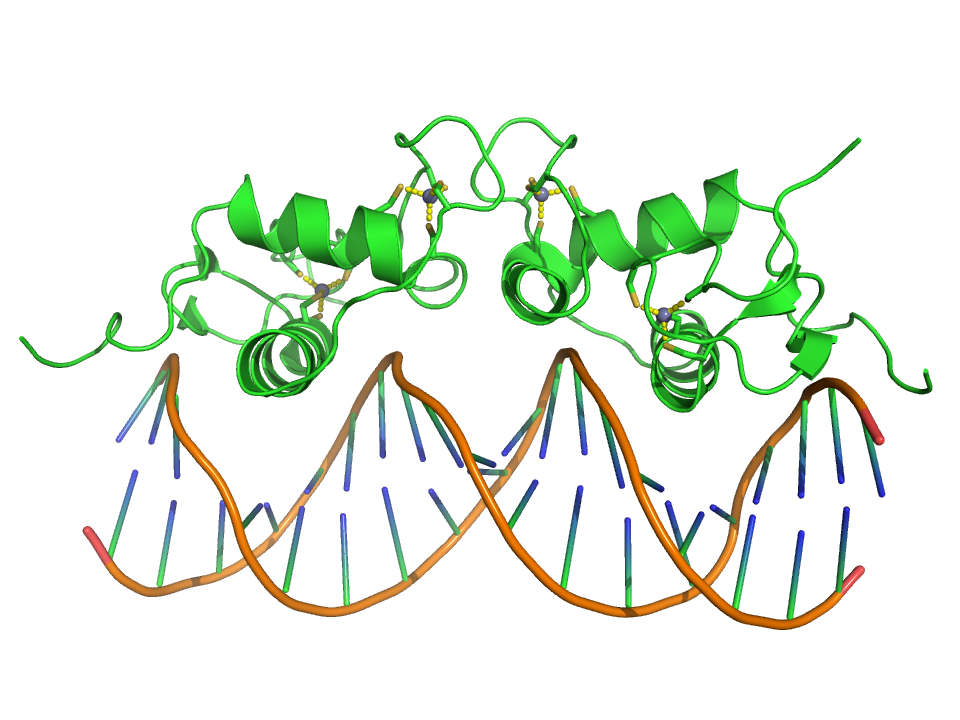
DNA에 결합된 글루코코르티코이드 수용체(위)의 DNA 결합 도메인(아래)을 포함하는 아연 집게 이량체의 결정 구조. 아연 원자는 회색 구체로 표현되고 조정되는 시스테인 잔기들은 막대기로 표시되었다.

아연 집게(Zinc Finger) 도메인은 대부분 진핵생물에서 발견되지만 일부 세균에서도 발견된다. 아연 집게 도메인은 일반적으로 아미노산 길이가 23~28개 사이이며 아연 이온을 규칙적인 간격의 아연 배위 잔기 (히스티딘 또는 시스테인)와 배위결합함으로써 안정화된다. 가장 일반적인 종류의 아연 집게(Cys2His2)는 단일 아연 이온을 조정하며 인식 나선과 2가닥 베타 병풍으로 구성된다. 전사인자에서 이러한 도메인은 종종 어레이(일반적으로 짧은 링커 서열로 분리됨)에서 발견되며 인접한 손가락은 DNA에 결합 될 때 3 염기쌍 간격으로 이격된다.

### 류신 지퍼
기본 류신 지퍼(Leucine Zipper) 도메인은 주로 진핵생물에서 발견되며 제한된 정도로 세균에서 발견됩된다. 류신 지퍼 도메인은 7번째 아미노산마다 류신이 있는 알파 나선을 포함한다. 두 개의 나선이 서로를 찾으면 류신은 지퍼의 이빨처럼 상호작용하여 두 단백질의 이량체화를 형성한다. DNA에 결합할 때 염기성 아미노산 잔기는 당-인산염 골격에 결합하는 반면 나선은 메이저 홈에 위치한다. 유전자 발현을 조절한다.

### Winged Helix
약 110개의 아미노산으로 구성된 Winged Helix (WH) 도메인에는 4개의 나선과 2가닥의 베타 병풍이 있다.

### Winged 나선-회전-나선
Winged 나선-회전-나선 (wHTH) 도메인은 일반적으로 길이가 85-90개의 아미노산이다. 3개의 나선 묶음과 4개의 가닥 베타 병풍으로 구성된다.

### 나선-루프-나선
기본 나선-루프-나선 (bHLH) 도메인은 일부 전사인자에서 발견되며 루프로 연결된 두 개의 알파 나선이 특징이다. 하나의 나선은 일반적으로 더 작고 루프의 유연성으로 인해 다른 나선에 대해 접고 패킹하여 이량체화를 형성한다. 더 큰 나선은 일반적으로 DNA 결합 영역을 포함한다.

### HMG 상자
HMG 상자 도메인은 복제 및 전사와 같은 다양한 DNA 의존적 과정에 관여하는 고이동성 그룹 단백질에서 발견된다. 또한 굴곡을 유도하여 DNA의 유연성을 변경한다. 도메인은 루프로 구분된 3개의 알파 나선으로 구성된다.

### Wor3 도메인
Candida albicans의 White-Opaque Regulator 3 (Wor3)의 이름을 따서 명명된 Wor3 도메인은 이전에 기술된 대부분의 DNA 결합 도메인보다 진화적 시간에 더 최근에 발생했으며 소수의 진균으로 제한된다.

### OB 접힘 도메인
OB 접힘은 원래 올리고뉴클레오타이드, 소당류의 결합 특성 때문에 명명된 작은 구조적 모티브이다. OB 접힘 도메인은 70~150개의 아미노산으로 구성되어 있다. OB 접힘은 단일 가닥 DNA에 결합하므로 단일 가닥 결합 단백질이다.
OB 접힘 단백질은 DNA 복제, DNA 재조합, DNA 복수선, 전사, 번역, 저온 충격 반응, 텔로미어 유지에 중요한 것으로 확인되었다.

## 특이 구조

### 면역글로불린 접힘
면역글로불린 도메인은 DNA 메이저 홈 또는 항원을 인식하는 역할을 하는 큰 연결 루프가 있는 베타 병풍 구조로 구성된다. 일반적으로 면역글로불린 단백질에서 발견되며 사이토카인 경로의 Stat 단백질에도 존재한다. 이것은 사이토카인 경로가 비교적 최근에 진화했고 자체 생성보다는 이미 기능하는 시스템을 사용했기 때문일 수 있다.

### B3 도메인
B3 DNA 결합 도메인은 고등 식물의 전사인자와 제한 효소 EcoRII 및 BfiI에서만 발견되며 일반적으로 100~120개의 잔기로 구성된다. 그것은 7개의 베타 병풍과 2개의 알파 나선을 포함하며, 이는 DNA 결합 유사 배럴 단백질 접힘을 형성한다.

### TAL 효과인자
TAL 효과인자는 Xanthomonas 속의 세균성 식물 병원체에서 발견되며 세균성 독성, 증식을 촉진하기 위해 숙주 식물의 유전자를 조절하는 데 관여한다. 그것들은 Tandem 33~35개 잔기 반복의 중심 영역을 포함하고 각 반복 영역은 TALE의 결합 부위에 있는 단일 DNA 염기를 암호화한다. 반복 내에서 13번 잔기만이 DNA 염기와 직접 접촉하여 서열 특이성을 결정하는 반면, 다른 위치는 DNA 골격과 접촉하여 DNA 결합 상호작용을 안정화한다. 어레이 내의 각 반복은 짝을 이루는 알파 나선의 형태를 취하는 반면 전체 반복 어레이는 DNA 이중 나선을 감싸는 오른쪽 초나선을 형성한다. TAL 효과인자 반복 배열은 DNA 결합 시 수축하는 것으로 나타났으며 중심 TAL의 고유한 반복 단위 N 말단에서 성공적인 티민 인식으로 시작하여 연장된 TALE이 DNA 주위에서 수축하기 시작하는 2-상태 검색 메커니즘이 제안되었다 (이펙터 반복 배열). 관련 단백질은 세균성 식물 병원체 Ralstonia solanacearum, 곰팡이 내공생 Burkholderia rhizoxinica 및 아직 확인되지 않은 2개의 해양 미생물에서 발견되었다. DNA 결합 코드와 반복 배열의 구조는 이들 그룹 사이에서 보존되며, 집합적으로 TALE 유사체라고 한다.

### RNA 유도
CRISPR/Cas는 Streptococcus pyogenes의 시스템은 모두 활성화 지시하도록 프로그램 될 수 있다. 표적 DNA 부위에 염기쌍 상보성 가이드 RNA를 간단한 기술을 통해 자연과 인공 진핵 촉진유전자와 억제한다. Cas9는 맞춤형 RNA 가이드 DNA 결합 플랫폼으로 사용할 수 있다. 도메인 Cas9는 관심 조절 도메인 또는 게놈 공학 생물학을 위한 다용도 도구로서 핵산 중간 분해 효소 도메인으로 기능화될 수 있다. 그런 다음 다른 가이드 RNA를 사용하여 여러 유전자좌를 표적화한다.

## 같이 보기
- DNA 결합 단백질